# Поясенка
Поясенка — река в России, протекает в Мышкинском районе Ярославской области; левый приток реки Ёлда.
Начинается в урочище Николаевский Лес. Сельские населённые пункты около реки: Голодово, Пасынково, Климово, Софьино, Федорково.